# Bibliai teremtéstörténet
A Föld és az ember teremtése a Bibliában, Mózes első könyvében (más néven Genezis vagy Teremtés könyve) olvasható az első és második fejezetben. Ezzel a történettel kezdődik a Biblia, amely kimondja, hogy Isten a Teremtő és a természeti világ, továbbá az élőlények az ő alkotásai.
A teremtés története prófétikus, amikor az ismeretlen próféta nem a jövőt, hanem a múltat idézi meg.
A bibliai szöveg kommentárja ezen a lapon elsősorban a kreacionista nézőpont alapján készült.

## A teremtés hét napja
| 1. nap | Világosság és sötétség                          |
| 2. nap | Égboltozat (alsó és felső vizek szétválasztása) |
| 3. nap | A szárazföld és a növények megteremtése         |
| 4. nap | Az égitestek megteremtése                       |
| 5. nap | A vízi és égi állatok teremtése                 |
| 6. nap | A szárazföldi állatok és az ember megteremtése  |
| 7. nap | Isten megszenteli a 7. napot és megpihen        |

## A bibliai szöveg és kommentárja
Kommentár: Amikor a Szentírás kijelenti, hogy "kezdetben", pontosan nem határolja be az időt. "Kezdetben" csak egy Lény létezett: Isten. A Biblia alapján a világ nem isteni, hanem egy felette álló egyetlen személyes Isten akaratából létezik.
Kommentár: A kietlenség és pusztaság (héber: tohu vabohu), a sötétség tulajdonképpen a semmi, a káosz szemléltetése. Isten Lelkére, a Lélekre használt héber szó (רוּחַ) (kiejtve: rúah), jelentése: lélegzet, lehelet. Isten élő és életet teremtő lehelete mozgott a mindenség felett, amellyel megvalósította a teremtéssel kapcsolatos szándékát. 
(Lásd még a hinduizmusban: Brahman. Az ókori hindu Aitaréja upanisád arról ír, hogy az idők kezdetén a Lélek (Brahman) egyedül honolt, majd létrehozta önmagából a világot. Továbbá, hogy Ő a világegyetem rendjének és a természet erejének fenntartója.)

### Első nap
Kommentár: A sötétség és világosság szétválasztása valószínűleg azt jelenti, hogy e napszakok váltakozásának szabályszerűsége azelőtt hiányzott.

### Második nap
Kommentár: A Földet eddig víz lepte el. A második napon a légkör (héber: רָקִיעַ râki'â → égbolt) lett megteremtve, hogy a páraburok (felső vizek) ne érjen össze a tengerrel (alsó vizek), hanem közte tiszta levegő legyen. 
A légkör a Föld védőrétege, amely többek között a becsapódó meteorok és a nap bizonyos sugarai ellen is véd.
A levegő és a víz – a fényhez hasonlóan – az élet legnélkülözhetetlenebb feltételei. A levegő olyan láthatatlan anyag, amelytől ha pár percre megfosztanának minket, elpusztulnánk. A víz szintén meghatározó bázisa az élet minden formájának. Vizet ezért nem csak az óceánokban és tengerekben találunk, hanem mindenütt. A Mars széles síkságaihoz, a Hold kősivatagaihoz vagy a Merkúr krátereihez képest még a Föld mai sivatagai is nedves szivacsnak számítanak.
10 000 méter magasságban mindig mínusz 45-50 °C körüli a hőmérséklet. Ilyen szélsőséges hideg életbevágóan fontos az 5 és 20 km közötti légrétegekben. Ebben a magasságban a vízgőz jégkristályokká fagy, melyek először megnövekednek, majd a nehézségi erő hatására lesüllyednek. Ez a mechanizmus mintegy blokádszerűen megakadályozza a vízgőz elpárolgását a világűrbe. A Föld több ezer év alatt sem szárad ki.

### Harmadik nap
Kommentár:
A Földet eddig még víz borította – ahogy olvastuk – és most jelentek meg a szárazföldek.
A szövegből nem derül ki, hányféle növényt teremtett Isten, az viszont egyértelmű, hogy kezdettől fogva számos, különféle növény létezett. Mindenesetre egyetlen fajt sem ismerünk, amelyik az írott történelem korában fejlődött ki, viszont ez idő alatt nagy számban haltak ki. A Szentírás világosan közli, hogy nem egy közös ősből evolválódott minden növény – ami az evolucionista biológia alapvető feltétele, hogy a növények is közös őstől erednek –, hanem különféle növények lettek egyszerre megteremtve.
A teremtés azért "jó", mert Istennek a műve, megfelelt annak a célnak, amire Isten rendelte. Tökéletesen jött létre.
A kreacionisták szerint a teremtés után az egész Föld paradicsom volt, nem voltak sivatagok, vagy hideg sarkvidéki éghajlat. A földgolyó legnagyobb részén trópusi klíma uralkodott, amely egészen a magas szélességi körökig ért; a szárazföldek pedig gyönyörű zöldek voltak, még a sarkkörökön is – ahogy ezt a mai tudomány is felfedezi a Föld korai korszakáról.

### Negyedik nap
Kommentár: A teremtés eddigi leírása alapján a természet és a világ rendjét, törvényeit Isten jelölte ki.
A Nap, a Hold, a csillagok a környező korabeli pogány népek számára istenségek. A Héber Biblia alapján ezek az égitestek csak az ember számára világító testek és időmeghatározásra szolgáló eszközök. Tiszteletüket és imádásukat bálványimádásként tiltja meg. A teremtéstörténet leírásának mítoszellenes szándéka is van: a világ, az égitestek, az állatok, a teremtmények nem méltók kultikus tiszteletre. Isten alkotásai, azé az Istené, aki nem része a világnak (panteizmus), hanem felette áll.
A földi élet energia- és fényforrása a napfény. Ez az élet fennmaradásának egyik alapfeltétele. Ezért teremt Isten világosságot mindjárt az első napon. Ott a világosságnak fordított héber szó: אוֹר átírva: ōr, amely általánosságban fényt, világosságot jelent. Aztán ezt a fényt a 4. napon helyettesíti a Nap fényével. Itt az eredeti héberben már egy másik szó fordul elő: מָאוֹר átírva: mā'ōr, amely világítótestre vagy fényforrásra utal.
Sok, a teremtéstörténetben hívő ember számára a negyedik nap eseményeit illetően kétféle magyarázat adódik. Az egyik, hogy Isten a negyedik napon teremtette a napot, és a világosságot korábban Isten jelenléte biztosította. A másik magyarázat, hogy a nap már létezett, de a sűrű vízpára, vagy más valami eltakarta és a 4. napig nem volt látható, vagy nem működött teljes erejével.
Az élet működésének fontos folyamata a fotoszintézis, amely a napfény energiáját átalakítja kémiai energiává. Minden, a testünkben vagy az állatok testében lejátszódó energetikai folyamat esetén a növények fotoszintézise áll az energialánc elején. A fotoszintézis fölöttébb zseniális folyamat, melyet idáig egyetlen vegyész vagy rendszertechnikus sem tudott leutánozni. Minden kis fűcsomóban jelen van, Istennek ez a találmánya mégis rejtve marad számunkra.
Sok kételkedő állítja és tanítja, hogy az égitestek, a csillagok és a bolygók csak úgy a semmiből létrejöttek, anélkül, hogy Isten valamit is cselekedett volna. Robert Jastrow  amerikai asztrofizikus, aki agnosztikusnak tartotta magát, így írt: „A világegyetem csak úgy berobbant a létezésbe, de nem tudjuk megmagyarázni, hogy mi okozta ezt.”
Itt nincs hely arra, hogy tudományos érveket felsoroljunk (lásd: ősrobbanás és kritikája).
Tény, hogy az univerzum csillagai nemcsak úgy kószálnak az űrben, hanem rendbe, galaxisokba tömörülnek. Az univerzum pontosan azokkal a sajátságokkal rendelkezik, amelyek szükségesek az "élet" fennmaradásához. Háromféle magyarázatot adhatunk a világegyetemnek az effajta rendjére: természeti törvény, véletlen vagy intelligens tervezés. Németh Lajos meteorológus megfogalmazása szerint ’’ valami felsőbb erő irányítja ezt a túl szabályos univerzumot. Nem lehet véletlen, hogy ennyire szabályosan, összefüggően működik.’’ 
Az élet kialakulásához a világegyetemben – nagyon különleges – körülményeknek kell uralkodniuk. Ha az univerzum túl gyorsan tágulna, az anyag túl nagy sebességgel szóródna szét, nem állhatna össze galaxisokká, és egyúttal bolygók sem létezhetnének. Ha azonban ez a folyamat a kelleténél lassabban megy végbe, az összes anyag egyetlen óriási röggé tömörülne össze, és megint csak nem jöhetnének létre bolygók. Bármelyik eset állna fenn, az kizárná az élet lehetőségét. Az univerzum tágulási sebességének annyira pontosan meghatározott mértékűnek kell lennie, hogy ha csak olyan elképzelhetetlenül pici arányban, mint a {\displaystyle 10^{55}} hatványú (azaz 10-es szám még 54 db nullával) része is eltérne a jelenlegitől, az egész egyensúly felborulna. Annak esélye, hogy mindez fennálljon, kevesebb mint a lottó megnyerése ötször egymás után.
A világegyetemről alkotott felfogásunk drámai módon megváltozott az elmúlt századokban. Mára felismertük, hogy sokkal nagyobb és összetettebb, mint azt korábban bárki képzelte volna.
Az első rendszeres csillagászati megfigyelések az ókori Babilonban, Egyiptomban, Kínában, Indiában és Közép-Amerikában történtek a Kr. e. 3. évezredben. Tájékozódásra, hely- és időmeghatározásra szolgáltak. Általuk az akkori csillagászok olyan tudásra tettek szert, amellyel meg tudták határozni az évszakok hosszát is, így naptárt készíthettek. A csillagászat segítette a társadalom fejlődését, és a hajók és a karavánok tájékozódását a távoli kereskedelemben. Már a korai kultúrák hatalmas objektumokat készítettek, amelyeket csillagászati célra alkalmaztak.
A mai tudomány és gondolkodásunk számára az univerzum kikutatása még nagyobb kihívást jelent. Milyen az univerzum struktúrája? Milyen a térbeli szerkezete? Hol húzódnak a mindenség határai – ha egyáltalán léteznek? A megválaszolatlan kérdéseket a végtelenségig folytathatnánk.
Mint minden tudományos kutatásra érvényes, a csillagászatra is vonatkozik, hogy a megismerésnek határai vannak, amelyeket a legnagyobb erőfeszítéssel sem tudunk átlépni.

### Ötödik nap
Isten sokféle élő szervezetet teremtett az ötödik napon. Nincs említés olyan közös ősről, amitől származott volna minden faj (evolúció).
Több mint egy század telt el azóta, hogy Johann Gregor Mendel biológus felfedezte az élőlények jellegének állandóságával kapcsolatos, öröklési törvényeket. A 20. század elején a tudósok érdeklődése hamarosan új tudományággá, genetikává vagy örökléstanná fejlesztette ezeket a természeti törvényeket. Ma már számtalan tényét ismerjük az állat- és növényvilágban végbemenő öröklési folyamatoknak.
Kreacionista kommentár:  
A teremtéstörténet azt írja, hogy Isten minden növényt és állatot "az ő neme szerint" teremtett meg. Hogy minden növény- és állatfaj az ő neme, fajtája szerint jelent meg a világon, az kétségtelen. Minden állatnak megvan a fejlődését irányító saját génegysége. Noha egyes fajok nagyon hasonlíthatnak egymáshoz, olyan tulajdonságaik is vannak, amelyek csak az illető fajra jellemzők. Egyszerű példával élve például a kutya soha nem nyávog, a macska soha nem ugat. Ugyanígy minden növény- és állatcsaládnak megvan a maga sajátossága. A gének bonyolult összetételű nukleinsavakat tartalmaznak. Ezek a nukleinsavak határozzák meg, hogy a faj milyen tulajdonságokat örökít át a következő nemzedékre. 

Bár egy fajban egy bizonyos határig változások is történhetnek, ám legnagyobb részük a rekombinációnak (vagyis a gének átcsoportosulásának) eredménye, ami nem jelenti a szervezet génegységének valódi változását. A génekben néha igazi változás is létrejöhet, de ez egyáltalán nincs hatással egy bizonyos faj alaptulajdonságaira. Például a röntgensugarak vagy vegyszerek kárt tehetnek a génekben, s előidézhetnek benne némi változást, ám egyetlen ilyen változás sem olyan természetű, hogy egy fajt másik fajjá alakítana át.
Az evolúció az egyik fajnak a másikba való átalakulását tanítja, amelyben az egyes fajok könnyedén alakulnak át egymásba, általánosságban hogy a magasabb rendű fajok az alacsonyabb rendűekből, gerincesek a gerinctelenekből, kétéltűek a halakból, a hüllők a kétéltűekből, a madarak és az emlősök a hüllőkből stb. jöttek létre. Ha szemléletesen magunk elé akarjuk képzelni, azt kell feltételezni, hogy az embernek az emlősállatok az ősei, az emlősöknek hüllő ősei voltak és így tovább.
Az állatok – néhány kivételével – egyetlen sejtből, a petesejtből fejlődnek ki. Ha megvizsgáljuk például egy közönséges tengeri sün petesejtjét, mindjárt szemünkbe tűnik, hogy két részből – egy felsőből és egy alsóból áll, amelyeket egy pigmentsor választ el. Ezeknek a részeknek a felépítése mindaddig nem nem látható, míg a petesejt meg nem termékenyül; ekkor ugyanis a sejthártyába ültetett szemcsék feloldódnak, s a belőlük felszabadult vegyi anyagok megindítják a fejlődést. Ezek a vegyi anyagok tulajdonképpen hormonok, amelyeket a sejtmagban lévő kromoszómák génjei ellenőriznek. Így az öröklődés törvényei szabják meg, milyen irányú lesz a fejlődés, hogy minden egyed "az ő neme szerint" alakuljon ki. A tengeri sün petesejtjéből csakis tengeri sün fejlődhet ki. Sohasem történt meg, hogy helyette tengeri csillag, vagy valami más jött volna létre.
Az evolúciós elméletben az alaktani és genetikai alapon felállított törzsfák nem fedik egymást. A fajok közötti mozaikos hasonlóságok és különbségek miatt nem létezik egységesen elfogadott rendszertan. A feltételezett közös ősök csak feltételezések, és nincs nyoma annak a rengeteg átmeneti formának sem, amelyeknek az elmélet szerint létezniük kellene. 
Az evolúció modern szintetikus elméletében elfogadott mechanizmus a mutáció. A mutáció az öröklődő jelleg megváltozását jelenti. Ezt némely esetben a kromoszómákban levő gének átcsoportosulása eredményezi, leggyakrabban azonban a gének vegyi jellegének megváltozása okozza. Egy gén megváltozásával előidézett mutációra jó példa a közönséges muslica szemszínének megváltozása. A piros szemszínt "követelő" gén olyan vegyi transzformáción mehet át, hogy attól kezdve más árnyalattal – halványabb piros vagy barackszínnel – is megelégszik. A kísérletek tizenhat mutációját mutatták ki ennek az egyetlenegy génnek. De ne feledjük el, hogy ezek az átalakulások a muslica szervezetének csak egy parányi részére vonatkoznak. Nem ismeretes előttünk olyan nagy mértékű mutáció, amely egy új fajt hozott volna létre.
A mutációk, általánosságban beszélve, nem hasznosak. Ehelyett legnagyobb részüket még károsnak is tekinthetjük, mivel a megváltozott szervezeteknek gyengül a létfenntartási képességük és így többségük kihal. Ez a természetes kiválogatódásnak nevezett folyamat valójában konzervatív tényező, amely az új szervezetek létrehozása helyett inkább az élet fennálló alakját óvja. A darwini fejlődéstől sokáig azt várták, hogy gyönyörűen összetett, környezetükhöz tökéletesen alkalmazkodott élő szervezeteket hoz létre. A jelszó a legéletrevalóbb fennmaradása volt. Nem törődtek azzal, hogy a mutációk mindig torzszülötteket hoznak létre, amelyek rövid időn belül kihalnak.
A darwinizmus valóságértéke legalább annyira bizonytalan, mint amennyire biztosnak látszik. Az élet keletkezésére vonatkozóan gyakran elhangzik az az érv, hogy a földtörténet ősi szakaszában évmilliók teltek el, így volt rá lehetőség, hogy a kis valószínűséggel bekövetkező kémiai reakciók is lejátszódjanak, fokozatosan kialakítva az első élő szervezeteket. Azonban ez a sokat emlegetett időmágia nem segít. Ha a körülmények nem megfelelőek, akkor a kívánt vegyi reakciók nem indulnak be, sem egymillió, sem 1 milliárd év alatt – vagy ha igen, akkor már a legelső vegyületek instabilak lesznek, és a következő percben elbomlanak. A legtöbb kutató elismeri, hogy nem tudják biztonsággal kijelenteni, hogy alakult ki az élet a Földön.
Azt, hogy az élettelenből élő jött volna létre, vagy hogy egyik faj egy másikká alakuljon át, még senki nem figyelte meg – még laboratóriumi körülmények között sem. Az evolucionisták szerint ez a régmúltban játszódott le, bizonyítékai tehát legfeljebb történeti bizonyítékok lehetnének. Azonban ilyen bizonyítékok nincsenek. 
A paleontológia (őslénytan) leleteiből a kutatók az uralkodó előítélet alapján rakják sorba a leleteket. Az őslények létezése azonban csak arra utal, hogy sok olyan faj volt, amelyek a múltban kihaltak, de nem bizonyítanak semmiféle fejlődést.
Darwin még nem látott bele a sejtekbe, ma azonban a molekuláris biológia részletesen feltárta ezek belső szerkezetét. Így tudjuk, hogy bonyolult "molekuláris gépezetek" működnek bennük, amelyek "alkatrészei" olyannyira egymásra utaltak, hogy fokozatos kialakulásuk jóformán elképzelhetetlen. Ez utóbbira Michael J. Behe: Darwin fekete doboza című, tudományos bestsellerré vált könyve hívta fel a figyelmet.
Tudományos kommentár:
Az evolúció modern szintetikus elméletében elfogadott mechanizmus a mutáció. A mutáció az örökítő anyag spontán, maradandó megváltozása, amelynek során új genetikai tulajdonság keletkezik. Egy gén megváltozásával előidézett mutációra jó példa a közönséges muslica szemszínének megváltozása. A piros szemszínt "követelő" gén olyan vegyi transzformáción mehet át, hogy attól kezdve más árnyalattal – halványabb piros vagy barackszínnel – is megelégszik. A kísérletek tizenhat mutációját mutatták ki ennek az egyetlenegy génnek. De ne feledjük el, hogy ezek az átalakulások a muslica szervezetének csak egy parányi részére vonatkoznak. Új faj kialakulásához általában sokkal több változás szükséges, melyek létrejöttét a fajképződés tárgyalja, és igen sok példát ismerünk rá mind növények, mind állatok körében.
A mutációk, általánosságban beszélve, nem hasznosak, nem károsak, hanem az evolúcióhoz szükséges események. Konkrétan egy egyed számára a mutációja lehet káros, mivel a szervezet rátermettségét csökkenti, vagy akár halálos is; más mutációk előnyösek, és olyan változást okoznak, amely az élőlény fennmaradását elősegíti; ám a legtöbb mutáció semleges, tehát öröklődik anélkül, hogy a fenotipus számára akár előnyt akár hátrányt jelentene. Szó sincs tehát arról, hogy a természetes szelekció konzervatív tényező lenne, amely az új szervezetek létrehozása helyett inkább az élet fennálló alakját óvná. A darwini fejlődéstől sokáig azt várták, hogy gyönyörűen összetett, környezetükhöz tökéletesen alkalmazkodott élő szervezeteket hoz létre. A jelszó a legéletrevalóbb fennmaradása volt. A hallatlan biodiverzitás ezt is látszik alátámasztani. Jóllehet a kreacinisták között, és általában a közbeszédben a mutáció szó negatív felhanggal bír, mert inkább a torz egyedeket jelölik így, és például a nemesített növények, gyümölcsöket nem, mint mutáns szokás megnevezni.
A darwinizmus helyes mivolta mellett mára már egyértelmű a tudományos konszenzus a bizonyítékok sokasága miatt. Az élet kialakulásával az abiogenezis foglalkozik, melyben sok hipotézis létezik, de egyértelmű válaszok nincsenek. Ha sikerülne is reprodukálni az élet evolúcióra képes első résztvevőit (replikátor molekulák), valószínűleg igen nehéz lenne bizonyítani, hogy valóban így alakult ki a földi élet. Nem meglepő, ha ezen első molekulák kevés jelet hagytak maguk után.
Azt, hogy az élettelenből élő jött volna létre, még nem tudtuk megfigyelni, laboratóriumban létrehozni. Gyakori kreacinoista érv, hogy a fajok kialakulásának sincs bizonyítéka, ám erről ma már számtalan megfigyelés tanúskodik .
A kreacionisták szerint az őslények létezése azonban csak arra utal, hogy sok olyan faj létezett, amelyek a múltban kihaltak, de nem bizonyítanak semmiféle fejlődést. Valójában azonban a fejlődés szót aggályos használni az evolúció kapcsán, hiszen olykor egy egyszerűbb, igénytelenebb létforma virulensebb tud lenni, mint egy összetettebb. A fosszíliák sokasága és geológiai földrétegződés diktálta időrendi sorrendjük azonban annyira jól illeszkedik a darwini evolúció keretrendszerébe, kivételeket, ellentmondásokat sehol sem mutatva, hogy nem kizárólagos, de az egyik igen szilárd pillérei az evolúciónak.
Darwin még nem látott bele a sejtekbe, ma azonban a molekuláris biológia részletesen feltárta ezek belső szerkezetét. Így tudjuk, hogy bonyolult "molekuláris gépezetek" működnek bennük, amelyek "alkatrészei" olyannyira egymásra utaltak, hogy fokozatos kialakulásuk a kreacinisták szerint jóformán elképzelhetetlen, ám minden itt felhozott érvet sikerült tudományosan cáfolni, így ezek inkább csak a tudománytalan közbeszédben maradtak fenn, és nem többek, mint a személyes kétely érvelési hibák. Erre példa Michael J. Behe: Darwin fekete doboza című, tudományos bestsellerré vált könyve.

### Hatodik nap – Az ember megteremtése
Kommentár: A Genezis 1-2. fejezete az ember megteremtésének két változatát mondja el. 

Az első változatban – az első fejezetben – Isten egyszerre teremti a férfit az asszonnyal. 

A második változatban – a második fejezetben – bizonyos időt tételez fel a férfi és a nő megteremtése között.
További feltűnő stíluskülönbség, hogy az első fejezet eredeti szövegében Isten neve Elohim (אֱלֹהִים) , míg a második fejezetben Jahve Elohim (יְהֹוָהאֱלֹהִים) .
Az ember megteremtésének kétféle változata arra a meggyőződésre juttatta a Bibliával foglalkozó tudósokat, hogy itt két különböző forrásból eredő elbeszélés őrződött meg és került egymás mellé. A héber szöveg alapján nem nehéz megállapítani, hogy a szerző meglevő írott forrásokat és hagyományos elbeszéléseket olvasztott bele a könyvébe és még a feltűnő különbségeket sem szüntette meg bennük. Kiemelkedik ebből Isten nevének kétféle használata.
Az ember maga összetett lény: a föld anyagából és az Isten által adott éltető elemből áll.
- "Teremtsünk embert a mi képünkre és hasonlatosságunkra!" [21]

A képünkre (héber: צֶלֶם celem) jelentése valódi képmás. A hasonlatosságunkra (דְּמוּת demut) jelentése az elvont hasonlóság. A két kifejezés együtt azt jelenti, hogy a képmás hasonló az eredeti valósághoz. 
A hasonlóság természetesen nem külsőre vonatkozik, hanem egy szabad akarattal rendelkező, önálló gondolkozású, értelmes és szent lény létrehozását. 
Továbbá az ember Isten uralmát gyakorolja a teremtett világban, ezáltal lesz Isten képmása, ahogy a teremtett élőlények fölé emelkedik.
A Teremtő nemcsak a teremtett föld feletti uralommal ruházza meg az embert, hanem e szavakkal: szaporodjatok és sokasodjatok azt a kiváltságot is nekik adja, hogy ők is részt vehessenek a teremtésben.
Istent a szentháromság jelképezi: az Atya, a Fiú és a Szent Lélek. Az általa teremtett emberben is kifejeződik ez a hármasság. A test, a lélek és szellem alkotja azt az élőlényt, amelyet embernek nevezünk. 

Az állatoknak is van testük és lelkük, de nincs szellemük. A lélek adja a különbséget az élő és holt lény között, a szellem (vagy gondolkodás) pedig az ember és az állat között. Az állatok nem személyiségek, nincs "én"-jük, nem ismerik a felelősséget, mit sem tudnak Istenről. Ők ösztönösen cselekednek és nincs szabad akaratuk választani a jó és rossz között, mint az embernek.
Isten nem abban az értelemben alkotta tökéletesnek az embert – a "saját képére és hasonlatosságára" – hogy utána már semmi dolga ne legyen önmagával, hanem a tökéletesség alapjával és lehetőségével hívta létre. Azt akarta, hogy amivé válik az ember, abban a saját elhatározása, választása és meggyőződése is benne legyen. Isten teremthetett volna robotokat vagy bábfigurákat is, amelyek automatikusan végrehajtják akaratát. De Ő nem erőszakkal kikényszerített, természetellenes kapcsolatot akart, hanem olyan lényeket, akik önként szolgálják és szeretik Őt – és akiket Ő is szerethet. Ez a teremtmény megkapta a döntés hatalmát, a szabadság veszélyes ajándékát.
Az ember (héber: אָדָם átírva: ādām) a földből (אֲדָמָה ādāmā) származik. Ez az általános megjelölés később az első ember neveként szerepel: Ádám. 

Amikor az ember meghal, teste visszatér a földbe, ahonnan származik, "az élet lehelete" pedig visszaszáll Istenhez, aki adta azt.
Móz I. 2:7-ben az élőlénynek fordított héber szó a nefes hāj. Ez a kifejezés nemcsak az emberre vonatkozik, hanem az állatokra is. A hāj (חָיָה) jelentése: élő. A nefes (נֶפֶשׁ), amit lénynek vagy léleknek fordítanak, a náfas Archiválva 2018. március 20-i dátummal a Wayback Machine-ben (נָפַח) szóból ered, mely jelentése: lélegezni. Az Újszövetségben ennek görög megfelelője a pszüché... A héber szövegben semmi nem utal arra, hogy az ember lelket kapott volna, vagyis olyasvalami külön egységet, ami a teremtéskor kapcsolódott volna össze az emberi testtel. Egyedül csak Isten él önmagában, minden más lény csak rajta keresztül él. Az életet Isten adja, és ő veszi vissza.
Az a gondolat, hogy a lélek a testtől függetlenül is tud létezni, teljesen idegen a Bibliától. Ez az elképzelés az ősi egyiptomi, indiai és görög vallási és filozófiai rendszerekből származik, onnan jutott el a keresztény teológiába.

Születés és halál – az élet egy rejtély, és ennek a rejtélynek a kulcsa egyedül Istennél van.
Minden bizonyára az első emberpár sokkal magasabb volt, mint a mai emberek, ahogy a Genezis írja korai leszármazottaikról: "óriások voltak a földön abban az időben".
Az ember a Föld ura lett – elsősorban az állatok feletti hatalom révén. 
A megteremtett mindenség olyan, mint a lét fokozataiból felépült piramis, melynek csúcsán az ember áll. Időben ő az utolsó és Istenhez ő áll legközelebb.
A teremtés beszámolójában semmi nem utal ragadozók létére, sem élelemért vívott harcra, hanem minden teremtett állat és az ember is kizárólagosan növényevő volt A Biblia szerint Isten mindent bőséggel kirendelt minden számára, nem volt szükség erőszakra. Azt olvashatjuk, "látá Isten, hogy minden amit teremtett igen jó." Minden és mindenki a Teremtő kezéből tökéletesen került ki. Nem volt rosszullét, erőszak, betegség, szenvedés; sem halál nem létezett. Ezek a dolgok csak a bűneset után jelentek meg.

### Hetedik nap
Kommentár: A szöveg Istenről emberi módon, antropomorfisztikusan beszél akkor, amikor úgy tünteti fel, hogy a hetedik napon ő is megpihen. Isten egyszerre az örök tett és örök nyugalom. A világ teremtése és fenntartása nem jelent számára külön "munkát".
A hetedik napot Isten megszentelte és elkülönítette teremtő tettének emlékeztetőjeleként. Mózes II. könyve alapján ezért foglalta bele azt a Tízparancsolatba.

## Megjegyzés
Ennyire tömör, rövid és hiányos, sok ezer éves tudósítástól nem várhatunk el túl nagy pontosságot. Különben ha üdvösség szempontjából fontos volna, Isten bizonyára gondoskodott volna arról, hogy a teremtésbeszámoló részletesebb legyen. 
Magának a teremtésnek nem volt emberi tanúja és nincs bizonyítékunk arra, hogy Isten bárkinek is látomásokban kinyilvánította volna annak lefolyását. A szöveg úgy beszél a teremtésről, ahogy a prófétai igehirdetés visszatekintett rá és szemléletesen előadta.
A szöveg egyébként a teremtő aktust a héber "bara" (בָּרָא) szóval jelzi és azt mindig csak Istenre vonatkoztatja. Tehát a semmiből való létrehozást érti rajta, nem az anyag formálását. 
Vallási szempontból annak van jelentősége, hogy Isten a puszta szavával teremt. Ez részben Isten mindenhatóságára utal, részben megkülönbözteti a szentírási elbeszélést a babiloni és más kozmogóniáktól, ahol valamilyen ősi anyagnak a létezését feltételezték, mert a semmiből való teremtést nem tudták elképzelni.

Továbbmenve, a Bibliában Isten egyetlen, és nem része, hanem teremtője a világnak.
Sok teológus, hogy alkalmazkodjon a tudomány állásához (evolúció) úgy érvel, hogy a teremtés után a föld és az élőlények csak igen hosszú időben fejlődtek hajdani alakjukból a mai állapotukig, és nem kell szó szerint venni a napokat, hanem azok korszakokat jelképeznek – amint Péter apostol írja "egy nap az Úrnál olyan, mint ezer esztendő, és ezer esztendő mint egy nap." 

A Biblia azonban itt világosan beszél a 6 napos teremtésről, minden egyes nap után kihangsúlyozva: "így lett este, és lett reggel", következő nap. 
Más nézetek alapján a teremtéstörténetet a zsidó vallás 7 napos kultuszához igazították.
A bibliai teremtésbeszámolóban nem találjuk a felsőbb lények harcát – mint sok más ókori teremtéselbeszélésben (lásd pl. zoroasztrizmus); de a Genezis 3. fejezetében, a bűnbeesés után már utalást találunk rá, amely szüntelen harcot jövendöl. Majd az egész Bibliában megtaláljuk ezt, egy állandó harc az emberért: Isten birodalma és a Sátán birodalma között. Egy állandó ellenségeskedés a jó és a rossz erői között.
Isten céljai nem korlátozódnak erre a világra. Bár a Biblia azt állítja, hogy a teremtés jó, és tökéletesen jött létre, rámutat arra, hogy az emberiség bűnbeesése miatt a világ nem olyan, amilyennek lennie kellene. Ez a központi gondolat teljesedik ki a Biblia végén, a Jelenések könyvének 21-22. részében, amely leírása alapján Isten "új eget és új föld"et teremt. Krisztus második eljövetele azt jelenti, hogy maga a Föld alakul át egy új teremtéssé.
A tudósok csodálattal tekintenek arra, hogy – habár az általunk ismert univerzumban nincs más példa rá – a Földön pontosan az élethez megfelelő körülmények léteznek. Csodálatos tervszerűségen alapszik az elemek körforgása is. Közismert példa: amit az ember kilélegzik, arra szükségük van a növényeknek, amit viszont a növények "lehelnek ki", arra szükségük van az állatoknak és az embernek... Másik példa: amit az emberek és állatok kiürítenek magukból, arra (trágyaként) szükségük van a növényeknek, a növényekre pedig táplálkozás szempontjából is létfontosságú szükségük van az embereknek és állatoknak... Az élőlények idővel elpusztulnak és lebomló testükből új élet keletkezik... Az élővilág újra és újra ugyanazt az anyagot használja fel, miközben az anyag különböző változásokon megy át, és más formákat vesz fel.
Figyelemre méltó, hogy a Föld önálló élettel bír. Önálló élettel kell bírnia, ha legfontosabb változásait maga idézi elő. Márpedig a vulkánkitörések, a tenger- és hegységképződés (és a szárazföldek vándorlása) a Föld öntevékenységének szembetűnő formái. Ha pedig a Föld önálló élettel bír, akkor maga is élő, mint a rajta megszülető élőlények. 
Ahogy a földi élőlények élete belsőleg a sejtektől függ, úgy függ külsőleg a világegyetemtől.
Számos tudós írt értekezést az univerzum tökéletesen összehangolt sajátosságairól. Sok kutatót a világegyetemi törvények szerkezeti rendje vezetett el az Intelligens tervezés gondolatához.
Kreacionista kommentár: 
Az emberi test a legkisebb részében is tökéletes szerkezet és egy egyedülálló tanulmány, hogy a legkevesebbet mondjuk róla. Működésének roppant bonyolultsága egy másik bizonyíték arra, hogy van Teremtő. A logika és a józan ész lehetetlennek tartja, hogy egy olyan bonyolult organizmus, mint az emberi szervezet, a maga irdatlan számú, bonyolultan kapcsolódó rendszerével és életműködésével a vak véletlen nyomán jött volna létre. Sokan a természeténél fogva igen értelmes és gondolkodó emberi agyat is a fizikai és kémiai erők véletlen szüleményének tartják, azt az agyat, amelyben az idegrostok hossza 150-180 ezer km (az Egyenlítő hosszának többszöröse) és amely több kapcsolódási ponttal rendelkezik, mint amennyi csillag létezik a Tejúton (kb. 200-400 milliárd csillag található benne).
A híres kozmológus, Fred Hoyle így fogalmazott: ’’annak valószínűsége, hogy élettelen anyagból élő alakuljon ki, kisebb, mint annak a valószínűsége, hogy egy orkán végigsöpör egy roncstelepen és összeállít egy működőképes Boeing 747-es repülőgépet.’’
A fejlődéselméletnek, mely szerint az élet minden bonyolult formája egyszerű élő sejtekből fejlődött ki, míg az élő sejtek pedig élettelen anyagokból jöttek létre – nincs és nem is lehet tudományosan bebizonyított és hitelesített alapja, annak ellenére, hogy ezt az elméletet a legtöbben vakon elfogadják.
A Biblia alapján az ember nem valami továbbfejlődött egysejtű, amiből állatok jöttek létre, majd az ember – ahogy az evolúciós teória tanítja. Az állatok az ember számára lettek teremtve, ösztönnel vannak ellátva, nincs önálló gondolkozó, döntő képességük, épp ezért nem is lesznek felelősségre vonva, nem kerülnek ítélet elé. Az ember viszont nagyon értékes Isten szemében. Olyan értékű, mint amilyen nagy áldozatot kész volt hozni, és amiket ma is tesz érte. Ezt mondja Isten: Drágábbá teszem az embereket a színaranynál és Isten fiainak nevezi őket.
Az ember szabad akarattal és döntőképességgel lett felruházva, épp ezért felelősségre lesz vonva életmódja miatt. Döntése és tettei vagy büntetést vagy jutalmat vonnak maguk után.

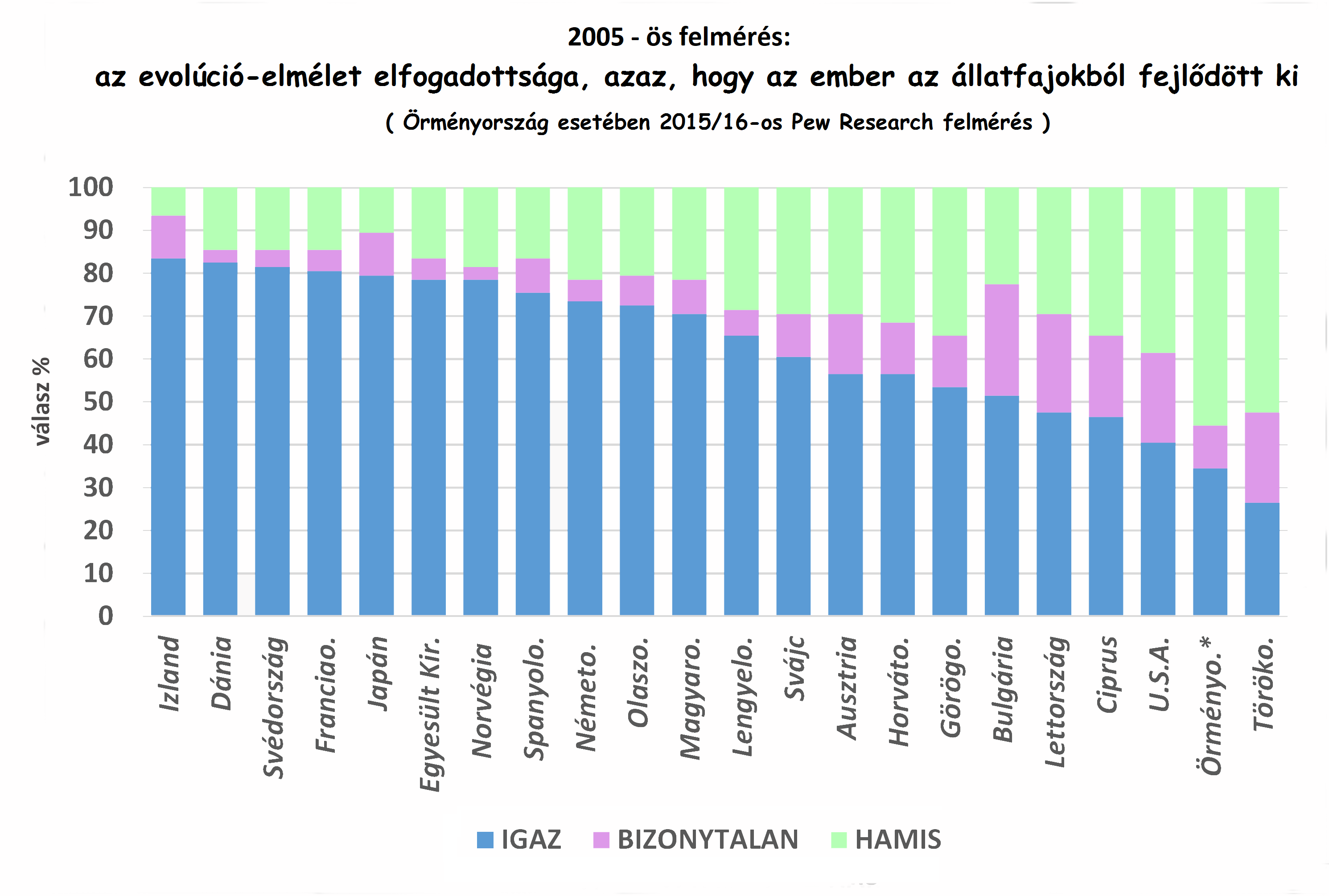
Felmérés az evolúció társadalmi elfogadottságáról országonként: hisz benne vagy nem (2005, Science)

A teremtés nem bizonyított dolog, ahogy az evolúció sem. Bolygót nem állíthatunk laboratóriumba, hogy ott felgyorsítva az időt megnézzük, mi történik hatmilliárd év alatt, mint ahogy Istent sem hívhatjuk meg, hogy töltsön velünk egy hetet valamelyik laboratóriumban és mutassa meg, hogy hat nap alatt teremt egy élő bolygót, emberrel együtt.
Ám Isten felmutatja mindazokat a bizonyítékokat, amelyek az őt kereső ember hitének megerősítéséhez szükségesek. Másfelől senkit nem fog arra kényszeríteni, hogy higgyen Őbenne. A hívő és hitetlen ember is megrögzött gondolkodású. Szabadon dönthetünk arról, hogy kiben vagy miben hiszünk.

Számos könyv bizonyított tényként közli a Föld keletkezésének körülményeit, úgy, mintha az nem volna kérdéses. Ezt az állítólagos keletkezést az állítólagos szakemberek állítólagos korszakokon keresztül kutatják. A tudósok nagyjából fele hisz Isten vagy egy felsőbb intelligencia létezésében, de a tudományos körökben a bibliai teremtés kérdése népszerűtlen.
A hit meghatározza azt is, hogy mit hiszünk. Ha nem Isten teremtette az embert, és ha nem estünk le eredeti tökéletes állapotunkból (a bűneset után), akkor a bűn nem létezik és nincs szükségünk megváltóra sem. Jézus küldetése céltalanná válik, és a kereszt is csak értelmetlen dráma. 

## Kreacionista álláspont
A kreacionisták a teremtéstörténet szó szerinti értelmezését vallják, és a bibliai szöveghez ragaszkodva elutasítják a teista evolúciós elméletet. Álláspontjukat többek között az alábbi állításokkal indokolják:
- A fejlődéselmélet nem egyeztethető össze Isten mindenhatóságával; hiszen ha Övé minden hatalom, akkor képes egy pillanat alatt megteremteni a világegyetemet. Miért nyújtaná el nagyon hosszú korszakokon keresztül?
- A fejlődéselmélet nem egyeztethető össze Isten lényével. Ha a fejlődési folyamat célja a hasonlatosságára teremtett ember volt, akkor Isten bizonyosan nem várt volna a geológiai idő legvégéig, hogy személyiséget teremtsen. Nem lehetett közösségben kőzetekkel vagy tengerekkel, sőt a dinoszauruszokkal vagy a gliptodonokkal sem.
- A fejlődéselmélet nem egyeztethető össze Isten mindentudásával. A fejlődéstörténet az evolucionista geológusok értelmezése szerint az ősmaradványok alapján tele van kihalással, torzszülöttekkel, a fejlődés zsákutcáival.
- A fejlődéselmélet nem egyeztethető össze Isten szeretetével. A feltételezett fejlődés legjobb bizonyítékai az ősmaradványok, amelyek ékesen beszélnek a kegyetlen, viharokkal és földmozgásokkal, betegségekkel és éhínségekkel, a létért folytatott küzdelemmel és erőszakos halállal teli világról. A Biblia alapján a bűn és a vele járó átok megjelenése előtt a teremtés tökéletes volt és nem léteztek ezek a dolgok.
- A fejlődéselmélet nem egyeztethető össze Isten céltudatosságával. Ha Isten célja az ember teremtése és megváltása volt – ahogyan a teista evolucionisták feltételezhetően hiszik – érthetetlennek tűnik, hogy évmilliárdokat veszteget el céltalanul bukdácsoló fejlődéssel, mielőtt a lényegre tér.

## A szerző
A Genezist (Teremtés könyvét) a zsidó és keresztény hagyomány úgy emlegeti, mint Mózes első könyvét. Jézus és az apostolok is követik ezt a kifejezésmódot de nem állítják, hogy Mózes a szerzőjük.
Mózes könyvei négy okmány, míg a teremtéstörténet két forrás egybeszerkesztéséből alakult ki. Az okmányok különböző időből és helyről valók és jóval későbbiek Mózesnél. A Jahvista és Elohista forrás onnan kapta a nevét, hogy Isten neve Jahve-ként vagy Elohim-ként fordul elő bennük. A jahvista részt a Kr. e. 9. században foglalták írásba Júdeában, míg az elohista rész északon keletkezett az Izraeli Királyságban, a későbbi időben. Ezért alakulhattak ki kettős történetek, ismétlések és ellentmondások is. Ilyen az ember megteremtése, vagy a további fejezetekben Kain és Kenán két családfája valamint a vízözön egymásba olvasztott két elbeszélése is.
A különböző források ellenére Pál és Péter apostol is kiemelte a teljes Szentírás isteni eredetét.

## Kritika

### Judaizmus-kereszténység
A kritikus teológusok alapján a történet Istent antropomorfisztikusan tünteti fel, hogy hat napon át teremt és a hetedik napon megpihen. Isten nem a Föld fordulatához és földi napokhoz fog igazodni a tetteiben. Nincs szüksége pihenésre sem. Nem ember ő, hogy egy napot pihenjen. A bibliai teremtéstörténetet a zsidó vallás hét napos kultuszához igazították.
A teremtéstörténet szó szerinti értelmezését még sok mai zsidó vallási közösség (konzervatív és reform) is elveti és allegóriaként értelmezik azt. Magyarázatuk alapján bár a Biblia hét napról beszél, az ókori világban a 7-et a tökéletesség számának, a hét napot pedig egy folyamat ideális hosszának tekintették. A "hét nap" mértékegysége azonban itt inkább a folyamat tökéletességére vonatkozó megállapítás, mintsem időt meghatározó kronológia.

### Kreacionizmus és tudomány
A fiatal föld kreacionizmusa  a bibliai szövegek legradikálisabb, szó szerinti értelmezése, amely a Bibliát tekinti a helyes kiindulópontnak. Ebben a nézetben a teremtés napjait 24 órás napként értik. A Föld hat földi nap alatt keletkezett. Az Univerzum és a Föld korát az események bibliai kronológiája és a Bibliában megjelölt legendás hősök élettartama alapján számítják ki. A Föld és az őt körülvevő Világegyetem kora így számolva igen fiatal, lényegesen kevesebb, mint amit a modern tudomány állít. 
A fiatal föld kreacionista hívői szerint a Föld csak néhány ezer éves, kora 6000 és 10 000 év közötti, ami ellentmond a megalapozott tudományos adatoknak, amely mintegy 4,5 milliárd évre becsüli a Föld korát.
Éles különbség van a növények és az állatok "az ő neme szerinti" megteremtése és a tudomány evolúciós elmélete között. Bár a fiatal föld kreacionisták elfogadják az ún. mikroevolúció gondolatát, hogy a fajon belül, apró változások létrejöhettek, elutasítják a makroevolúció elméletét, vagyis azt, hogy az egyik faj egy másik fajjá alakulhat.